# Gârbovățu de Sus, Mehedinți
Gârbovățu de Sus este un sat în comuna Căzănești din județul Mehedinți, Oltenia, România.

## Vezi și
- Biserica de lemn din Gârbovățu de Sus